# Condado de Socorro

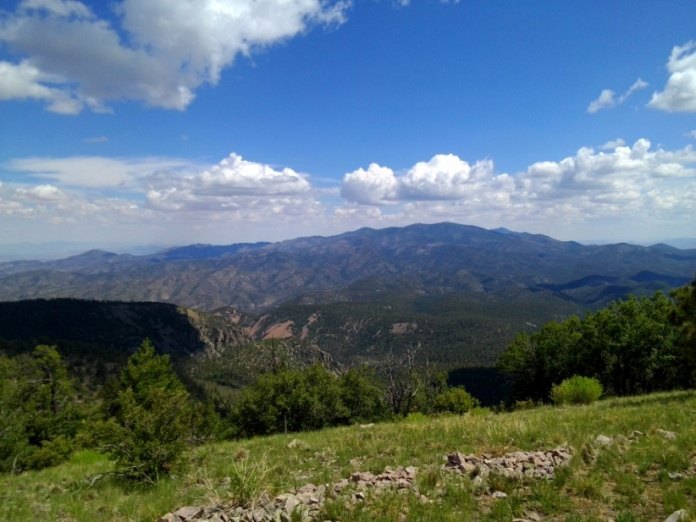
Vista montañosa del Condado de Socorro, Nuevo México.

El condado de Socorro es uno de los 33 condados del estado  de Nuevo México, Estados  Unidos.

## Datos de interés
La sede del condado y mayor ciudad es Socorro. El condado posee un área de 17.220 km² (los cuales 6 km² están cubiertos por agua), la población de 18.078 habitantes, y la densidad de población es de 1 hab/km² (según censo nacional de 2000). Este condado fue fundado en 1852.